# Бурунди на Светском првенству у атлетици у дворани 2016.
Бурунди је учествовао на 16. Светском првенству у атлетици у дворани 2016. одржаном у Портланду (САД) од 17. до 20. марта десети пут. Репрезентацију Бурундија представљало је 2 такмичара (1 мушкарац и 1 жена) који су се такмичили у трци на 800 метара.,
На овом првенству Бурунди су по броју освојених медаља делила 5. место са 2 медаље (једна златна и 1 сребрна). У табели успешности према броју и пласману такмичара који су учествовали у финалним такмичењима (првих 8 такмичара) Бурунди је са 2 учесника у финалу делила 19. место са 15 бодова.
| Плас. | Земља   | 1. место | 2. место | 3. место | 4. место | 5. место | 6. место | 7. место | 8. место | Бр. финал. | Бод. |
| ----- | ------- | -------- | -------- | -------- | -------- | -------- | -------- | -------- | -------- | ---------- | ---- |
| =19.  | Бурунди | 1        | 1        | 0        | 0        | 0        | 0        | 0        | 0        | 2          | 15   |

## Учесници
| Мушкарци: - Антоан Гакеме — 800 м | Жене: - Френсин Нијонсаба — 800 м |  |

## Освајачи медаља (2)

### Злато (1)
- Френсин Нијонсаба — 800 м

### Сребро (1)
- Антоан Гакеме — 800 м

## Резултати

### Мушкарци
| Атлетичар     | Дисциплина | Лични рекорд | Квалификација  | Квалификација | Финале     | Финале | Детаљи |
| Атлетичар     | Дисциплина | Лични рекорд | Резултат       | Место         | Резултат   | Место  | Детаљи |
| ------------- | ---------- | ------------ | -------------- | ------------- | ---------- | ------ | ------ |
| Антоан Гакеме | 800 м      | 1:48378      | 1:48,09 КВ, ЛР | 1. у гр. 2    | 1:46,65 ЛР |        |        |

### Жене
| Атлетичарка       | Дисциплина | Лични рекорд | Квалификација  | Квалификација | Финале          | Финале | Детаљи |
| Атлетичарка       | Дисциплина | Лични рекорд | Резултат       | Место         | Резултат        | Место  | Детаљи |
| ----------------- | ---------- | ------------ | -------------- | ------------- | --------------- | ------ | ------ |
| Френсин Нијонсаба | 800 м      |              | 2:02,37 кв, НР | 1. у гр. 2    | 2:00,01 СРС, НР |        |        |